# Pékin Express : La Route du Transsibérien
Vous pouvez aider à l'améliorer ou bien discuter des problèmes sur sa page de discussion.
- Il peut contenir un travail inédit ou des déclarations non vérifiées. Vous pouvez l’améliorer en ajoutant des références. (Marqué depuis mars 2022)

Vous pouvez aider à l'améliorer ou bien discuter des problèmes sur sa page de discussion.
- Certaines de ses couleurs nuisent à son accessibilité et ne respectent pas la charte graphique. Les couleurs ne sont pas interdites, mais il est conseillé d'en faire un usage modéré qui respecte les normes d'accessibilité. (Marqué depuis mars 2022)

Pékin Express - ou Pékin Express : La Route du Transsibérien - est la première édition de Pékin Express diffusée sur M6 entre le 15 janvier et le 1er avril 2006 et présentée par Stéphane Rotenberg. C'est la seule année où l'émission était diffusée en access prime-time tous les dimanches à 19 heures. Seule la finale est diffusée en première partie de soirée le samedi à 20 h 50. L'émission est également diffusée en Belgique sur Plug RTL.
22 candidats (11 équipes de 2 personnes) doivent parcourir plus de 10 000 km en partant de Paris en France pour traverser l'Asie et rejoindre Pékin en Chine, en passant par la Russie et la Mongolie en 45 jours (12 étapes) avec 1 euro par jour et par personne afin de tenter de gagner jusqu'à 50 000 €.
En 2020, Pékin Express : Retour sur la route mythique se dote d'un itinéraire similaire à celui de cette première saison, pour les quinze ans de l'émission.

## Règles du jeu
Pour cette première saison, les règles du jeu sont les suivantes :
- L'épreuve d'immunité : Les équipes qualifiées pour participer à l'épreuve d'immunité disputeront une épreuve en milieu d'étape. L'équipe qui la remportera sera immunisée et recevra un dossard rouge afin de symboliser cette immunité. Elle est valable jusqu'à la fin de l'étape
- L'épreuve pour l'avantage : Les équipes participent à une épreuve pour remporter un avantage. Cette année, ils pourront gagner une amulette supplémentaire de 3000 €. Cette épreuve a été jouée sur la Grande Muraille lors de la demi-finale.
- Les départs échelonnés : À l'issue de chaque épreuve d'immunité, les équipes repartiront par ordre d'arrivée à l'épreuve d'immunité, à intervalle régulier. Un intervalle de 5 minutes pour l'étape 1 et un intervalle de 10 minutes pour les étapes 2-3-4 et 6.
- Les amulettes : À chaque fin d'étape, l'équipe arrivée en première position remporte une amulette de 3000 €. Dans certains cas, les équipes peuvent recevoir des extra-amulettes qui valent 7000 €.
- Le binôme de secours : Lorsqu'une équipe abandonne, elle est remplacée par un autre binôme. Pour cette première saison, François et Dalila ayant dû abandonner avant même le départ à Paris, ils ont été remplacés à Saint-Pétersbourg par une nouvelle équipe, celle d'Aude et Alexandra.
- Le drapeau rouge : L'équipe qui le possède a le moyen d'arrêter toutes les équipes de son choix, autant de fois qu'elle le désire. Le drapeau rouge est vendu aux enchères.
- Les équipes divisées : Un membre de chaque binôme aura la lourde tâche de réaliser l'autostop, puis à son arrivée de tout faire pour gagner du temps sur la reprise de la course. L'autre devra jouer l'épreuve d'immunité.
- Les équipes mixées : Dans chaque binôme, un membre sera pousseur et devra tout faire pour arriver avant son partenaire d'origine pour rester dans la compétition. Et l'autre membre du binôme sera ralentisseur. Sa mission: Tout faire pour arriver dernier. C'est la production qui décide des nouveaux binômes.
- Les handicaps : Lorsqu'une équipe arrive dernière lors d'une étape non éliminatoire, elle obtient un handicap pour la prochaine étape.
- Le trek : Pour durcir la compétition, les candidats seront soumis à un trek. Cette saison, il aura lieu dans le Désert de Gobi en Mongolie.
- Le bonus : Il permet à l'équipe qui l'emporte de profiter d'un extra durant la compétition.

## Parcours
Pour cette première saison de l'émission Pékin Express, les équipes suivent la route du Transsibérien. Le lancement de la course est donné devant la Tour Eiffel à Paris en France et se termine à la Tour du tambour de Pékin, en Chine.
- Étapes en  France et en  Russie
  - 1re étape (En avant pour la Place Rouge) : Paris - Pskov - Saint-Pétersbourg - Moscou
  - 2e étape (La route de la Volga) : Moscou - Mourom - Klin - Kazan
  - 3e étape (Entre l'Europe et l'Asie) : Kazan - Oufa - Miass - Iekaterinbourg
  - 4e étape (Bienvenue en Sibérie) : Iekaterinbourg - Vargashi - Petoukhovo - Omsk
  - 5e étape (Les montagnes russes) : Omsk - Barnaoul - Gorno-Altaïsk - Elanda - Krasnoïarsk
  - 6e étape (Les mines à ciel ouvert de Tcheremkhovo) : Réserve naturelle de Stolby - Tcheremkhovo - Balagansk - Irkoutsk
  - 7e étape (Le lac Baïkal) : Listvianka - Sakhiourta - Olkhon - lac Baïkal - Babouchkine - Oulan-Oudé
- Étapes en  Mongolie :
  - 8e étape (Les moines de Mongolie) : Sükhbaatar - Monastère d'Amarbayasgalant - Khongor - Oulan-Bator
  - 9e étape (Une étape à cheval) : Oulan-Bator - Jargalthaan - Choyr
  - 10e étape (La traversée du désert) : Choyr - Désert de Gobi - Mandalgovi - Sainshand
- Étapes en  Chine :
  - 11e étape (L'enfer d'une muraille) : Datong - Fengning - Simatai - Chengde (Demi-finale)
  - 12e étape (Finale à Pékin) : Chengde - Pékin (Finale)

## Résumé

### Classement
|     | Équipes               | Âges    | Relations        | Classement (par étape) | Classement (par étape) | Classement (par étape) | Classement (par étape) | Classement (par étape) | Classement (par étape) | Classement (par étape) | Classement (par étape) | Classement (par étape) | Classement (par étape) | Classement (par étape) | Classement (par étape) |
| 1   | Équipes               | Âges    | Relations        | 2                      | 3                      | 4                      | 5                      | 6                      | 7                      | 8                      | 9                      | 10                     | 11                     | 12                     |                        |
| --- | --------------------- | ------- | ---------------- | ---------------------- | ---------------------- | ---------------------- | ---------------------- | ---------------------- | ---------------------- | ---------------------- | ---------------------- | ---------------------- | ---------------------- | ---------------------- | ---------------------- |
| 1er | Fathi et Medi         | 34 / 27 | Amis             | 4e                     | 7e                     | 4e                     | 6e                     | 1er                    | 5e                     | 5e                     | 2e                     | 3e                     | 3e                     | 1er                    | 1er                    |
| 2e  | Patrick et Christophe | 59 / 39 | Père et fils     | 3e                     | 5e                     | 2e                     | 5e                     | 3e                     | 2e                     | 2e                     | 1er                    | 2e                     | 2e                     | 2e                     | 2e                     |
| 3e  | Paul et Louis         | 65 / 64 | Frères corses    | 6e                     | 9e                     | 5e                     | 4e                     | 2e                     | 3e                     | 1er                    | 3e                     | 1er                    | 1er                    | 3e                     |                        |
| 4e  | Carolina et Stéphane  | 22 / 35 | Mariés           | 2e                     | 4e                     | 1er                    | 3e                     | 4e                     | 1er                    | 3e                     | 4e                     | 4e                     |                        |                        |                        |
| 5e  | Daisi et Nina         | 21 / 22 | Colocataires     | 7e                     | 3e                     | 6e                     | 1er                    | 5e                     | 6e                     | 4e                     |                        |                        |                        |                        |                        |
| 6e  | Nicolas et Nancy      | 24 / 23 | Fiancés          | 8e                     | 1er                    | 8e                     | 2e                     | 6e                     | 4e                     |                        |                        |                        |                        |                        |                        |
| 7e  | Ernest et Odile       | 42 / 41 | Couple           | 1er                    | 6e                     | 3e                     | 7e                     | 7e                     |                        |                        |                        |                        |                        |                        |                        |
| 8e  | Steeve et Emmanuelle  | 32 / 36 | Amis célibataire | 10e                    | 2e                     | 7e                     |                        |                        |                        |                        |                        |                        |                        |                        |                        |
| 9e  | Aude et Alexandra     | 26 / 35 | Inconnues        | 5e                     | 8e                     |                        |                        |                        |                        |                        |                        |                        |                        |                        |                        |
| 10e | Christophe et Pascal  | 27 / 29 | Amis             | 9e                     |                        |                        |                        |                        |                        |                        |                        |                        |                        |                        |                        |
| 11e | François et Dalila    | ?? / ?? | Couple           | 11e                    |                        |                        |                        |                        |                        |                        |                        |                        |                        |                        |                        |

- Une case Or indique que l'équipe a remporté l'étape.
- Une case encadrée en vert indique que l'équipe a remporté l'épreuve d'immunité.
- Une case orange indique que l'équipe est arrivée dernière lors d'une étape non éliminatoire.
- Une case rouge indique que l'équipe a été éliminée, disqualifiée ou a abandonné la course.

### Étape 1 (Paris → Moscou)

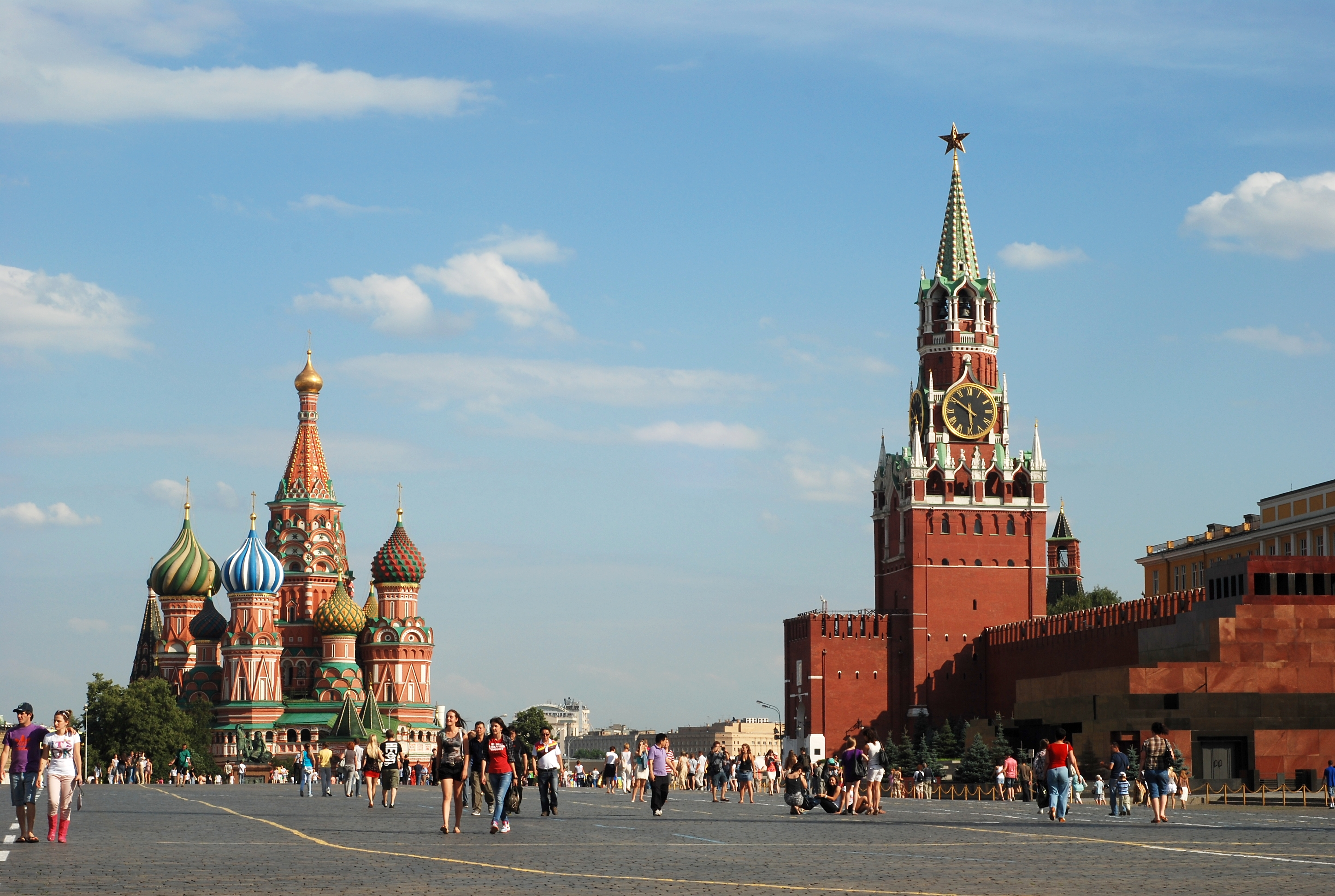
Ligne d'arrivée de cette première étape: La Place Rouge à Moscou.

- De la tour Eiffel, Paris à l'aéroport de Pskov
- De l'aéroport de Pskov au musée de l'Ermitage, Saint-Pétersbourg (Épreuve d'immunité)
- Du musée de l'Ermitage, Saint-Pétersbourg à la place Rouge, Moscou (classement)

#### Partie 1
Les équipes sont accueillies par Stéphane Rotenberg devant la Tour Eiffel à Paris. Après une explication des règles de la course, les équipes sont transférées en bus à l'Aéroport de Paris-Orly. Sur la route menant au bus, un incident se produit pour François. En effet, il s'est foulé la cheville en courant. Après des examens médicaux à proximité de l'aéroport, l'équipe décide d'abandonner et de ne pas prendre l'avion en direction de Pskov.
Les équipes arrivées à Pskov prennent la route en direction du Musée de l'Ermitage de Saint-Pétersbourg. Ils doivent parcourir 300 kilomètres en auto-stop. Les premiers arrivés sur les lieux 3 heures avant le temps imparti sont Carolina et Stéphane. Ils sont suivis dans l'ordre par Patrick et Christophe, Nancy et Nicolas, Paul et Louis, Fathi et Médi, Nina et Daisi, Pascal et Christophe et Steeve et Emmanuelle. N'ayant pas réussi à rallier à temps la ville de Saint-Pétersbourg, Ernest et Odile ne participeront pas à l'épreuve d'immunité.

#### Épreuve d'immunité
Les 8 équipes vont participer à l'épreuve d'immunité. Ils doivent se rendre un peu plus loin sur la place afin de visualiser un tableau de Léonard de Vinci. Une fois bien mémorisé, les équipes doivent réaliser un taquin. Une fois ce dernier réussi, ils pourront prendre un indice pour retrouver 2 femmes russes qui leur remettront le dossard rouge, symbole de leur immunité. Pour finir, les équipes devront retrouver le plus rapidement possible Stéphane Rotenberg sur la place afin de valider l'immunité. Pour ce jeu, Steeve et Emmanuelle sont immunisés.

#### Partie 2
Les équipes doivent maintenant rallier la ville de Moscou. Pour toutes les équipes, le départ se fait par ordre d'arrivée à l'épreuve d'immunité. Aude et Alexandra, qui viennent d'intégrer la course à la suite de l'abandon du binôme François et Dalila, partent en même temps qu'Ernest et Odile, en dernière position pour une question d'équité.
Ernest et Odile pourtant partis derniers sont les premiers à se présenter devant Stéphane Rotenberg. Ils remportent la première amulette d'une valeur de 3000 €. En revanche, les amis barmans Pascal et Christophe sont éliminés de la compétition.

### Étape 2 (Moscou → Kazan)

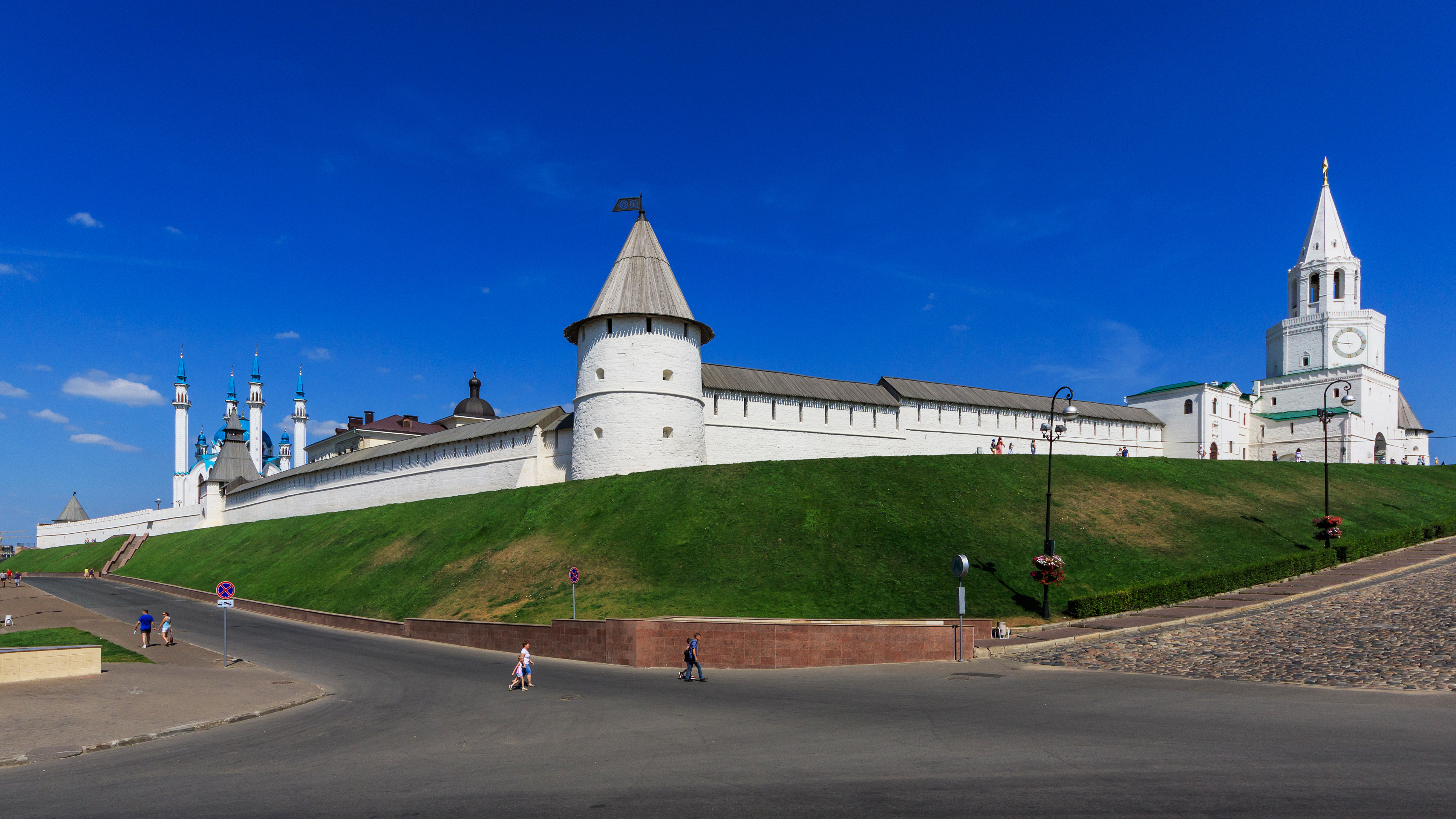
Ligne d'arrivée de cette deuxième étape : le kremlin de Kazan.

- De la Place rouge, Moscou à la mairie de Klin (Épreuve d'immunité)
- Du village de Klin à la tour Söyembikä, dans le kremlin de Kazan (Classement)

#### Partie 1
Les 9 équipes encore en compétition prennent le départ de la course sur la Place rouge, à Moscou. Elles doivent se rendre devant la mairie de Klin. Cependant, Stéphane Rotenberg leur a réservé 1 taxi chacun qui leur feront profiter de 3 heures de route. Cela veut dire que plus vite ils trouveront le taxi, plus loin ils les emmèneront sur la route. Ces 9 taxis sont situés à la station de Métro de Shchosse Eitueiastov à Moscou. Aujourd'hui c'est fête nationale en Russie, les métros sont donc fermés, les équipes doivent alors faire de l'autostop pour s'y rendre. Nina et Daisi sont les premières à trouver le taxi, elles sont suivies de près par Patrick et Christophe, Fathi et Médi puis Aude et Alexandra. Les autres équipes trouvent à leur tour la station. En moins de 15 minutes, la station s'est vidée.
La balise finit par sonner la fin de la course. Carolina et Stéphane continuent leur route à pied, au nez de Nancy et Nicolas. Le lendemain matin, une dispute entre Fathi et Médi et Patrick et Christophe éclate. Les équipes finissent par arriver devant la mairie de Klin. Les candidats sont accueillis par le maire du village qui leur fait signer le registre. Paul et Louis sont les premiers à arriver, suivis par Carolina et Stéphane, Nancy et Nicolas et Nina et Daisi.

#### Épreuve d'immunité
L'épreuve d'immunité a lieu sur l'ancien terrain militaire du camp de l'armée rouge. Les 4 équipes sélectionnées pour participer à l'épreuve vont devoir se partager les rôles. Pendant que l'un sera enchaîné et aura la mission une fois libéré de couper une corde afin de faire hisser un drapeau correspondant à la couleur de son équipe, symbole de sa victoire, l'autre devra à travers un parcours d'obstacle faire hisser sur une corde un trousseau de 10 clés permettant de libérer son partenaire. Nina, Carolina, Nancy et Paul ont choisi d'être prisonniers, alors que Daisi, Stéphane, Nicolas et Louis réaliseront le parcours d'obstacles. À l'issue de l'épreuve, c'est le drapeau de la couleur rouge qui se hisse en premier. Il représente l'équipe de Paul et Louis qui sont donc immunisés.

#### Partie 2
Avant de reprendre la route, Stéphane Rotenberg fait un petit rappel des règles et impose une pénalité à Carolina et Stéphane qui ne se sont pas arrêtés lorsque leur balise a sonné la veille. En effet, lors de la deuxième partie de chaque étape, les équipes repartent selon leur ordre d'arrivée à l'épreuve d'immunité. Carolina et Stéphane pourtant arrivés deuxièmes, repartiront en dernière position. Les équipes repartent à 10 minutes d'intervalle. Paul et Louis sont les premiers à partir, suivis de Nancy et Nicolas, Nina et Daisi, Steeve et Emmanuelle, Aude et Alexandra et Patrick et Christophe. Arrivés ensemble, Fathi et Médi et Ernest et Odile repartiront en septième position, et fermant la marche, Carolina et Stéphane.
Les équipes sont attendues devant la Tour Söyembikä, situé dans le Kremlin de Kazan. La première équipe à y parvenir est celle de Nancy et Nicolas. Ils remportent ainsi une amulette de 3000 €. Dernière de l'étape, Aude et Alexandra sont éliminées à Kazan.

### Étape 3 (Kazan → Iekaterinbourg)

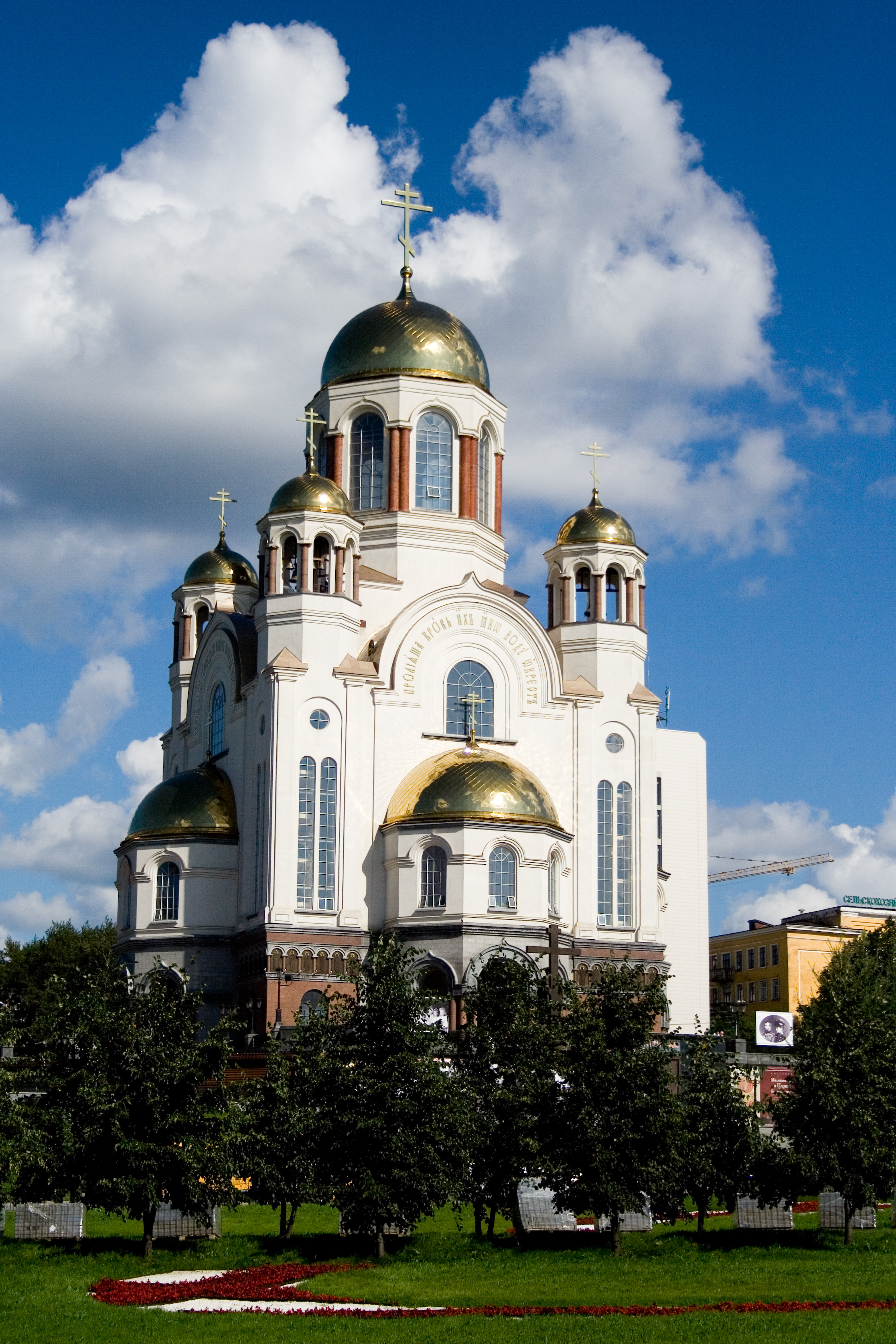
Ligne d'arrivée de cette deuxième étape: L'Eglise du Sang de Iekaterinbourg

- Du centre de Kazan au centre ville de Miass (Épreuve d'immunité)
- De la cité minière de Miass à l'église de-Tous-les-Saints, Iekaterinbourg (Classement)

#### Partie 1
Les 8 équipes encore en compétition prennent le départ de la troisième étape. Elles commencent leur course à bord d'un hélicoptère russe qui les emmène à 2h de route de Kazan, sur la route menant à Miass. Lâchés au beau milieu d'un champ, les concurrents doivent retrouver le plus rapidement possible la route qui les mènera au centre ville de Miass et qui les qualifiera pour l'épreuve d'immunité. Cette route marque la frontière entre l'Europe et l'Asie. Nicolas et Nancy, montés à bord de la voiture d'un ministre, sont les premiers arrivés. Derrière eux, on retrouve Nina et Daisi, puis Carolina et Stéphane. Fathi et Médi arrivent en quatrième position et loupent de très peu la place restante pour participer à l'épreuve d'immunité.

#### Épreuve d'immunité
Miass est connue pour son industrie et la fabrication de véhicules tout terrain. C'est une cité minière située au cœur des montagnes de l'Oural. C'est ici qu'aura lieu cette troisième épreuve d'immunité. Les équipes vont devoir conduire un Oural, ce mythique camion russe qui porte le nom de la région dans laquelle il est encore fabriqué aujourd'hui. Les candidats vont devoir faire 2 tours de piste en camion, puis monter en haut d'une colline pour agiter le drapeau correspondant à sa couleur d'équipe devant Stéphane Rotenberg. La première équipe à réaliser cette action sera immunisée. Nina et Daisi n'ayant pas le permis obligatoire pour conduire le camion auront pendant l'épreuve le soutien de Fathi et Médi qui réaliseront le jeu à leur place. Les garçons ne seront pas en reste puisque s'ils arrivent à faire gagner l'équipe de Nina et Daisi, alors ils repartiront en première position après l'épreuve d'immunité. Malheureusement pour eux, ce sont Nancy et Nicolas qui agitent leur drapeau de couleur noir en premiers et qui sont donc immunisés.

#### Partie 2
Les candidats repartent toujours à 10 minutes d'intervalles les uns des autres selon leur arrivée à l'épreuve d'immunité. Nicolas et Nancy, les immunisés, sont les premiers à repartir, suivis de Nina et Daisi, Carolina et Stéphane, Fathi et Médi, Patrick et Christophe, Paul et Louis, Steeve et Emmanuelle et enfin Ernest et Odile.
Les équipes sont attendues par Stéphane Rotenberg devant l'Église du Sang à Iekaterinbourg. Carolina et Stéphane sont les premiers à arriver, ils remportent ainsi l'amulette de 3000 €. En revanche, pour Steeve et Emmanuelle, c'est l'élimination.

### Étape 4 (Iekaterinbourg → Omsk)

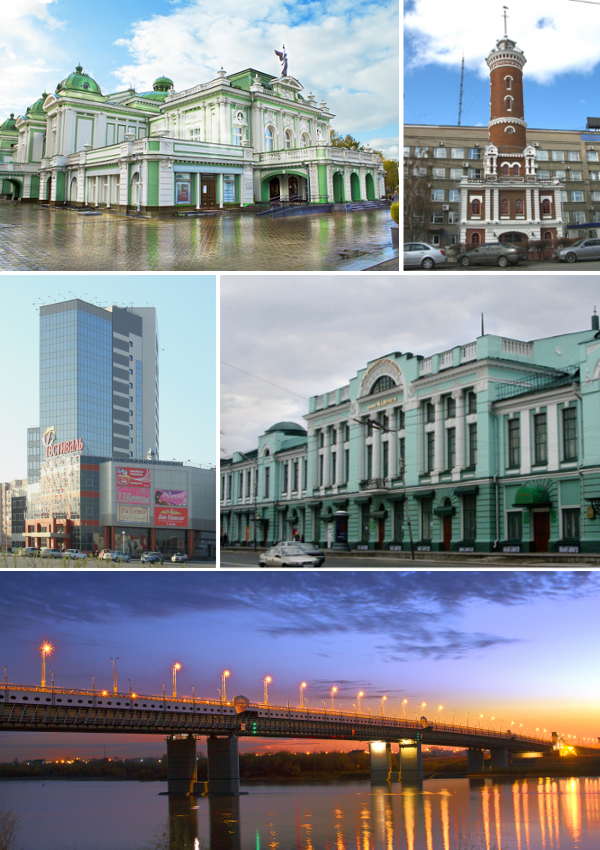
Ligne d'arrivée de cette quatrième étape: La ville de Omsk

- De la gare de Iekaterinbourg au sanatorium de Petoukhovo (épreuve d'immunité)
- De la ville de Petoukhovo au Centre culturel de Sibérie, à Omsk (classement)

#### Partie 1
Les 7 équipes encore en compétition prennent le départ de la quatrième étape de Pékin Express. Elles vont devoir rallier le plus rapidement possible la ville de Petuchovo. Toutes les équipes participeront à l'épreuve d'immunité, mais les équipes se battent pour éviter d'être dans les derniers à repartir après l'épreuve d'immunité. Pour cela les équipes doivent se rendre le plus rapidement possible au sanatorium de la ville. Les premiers à arriver sont Patrick et Christophe à peine quelques minutes avant Paul et Louis. À leur arrivée, Stéphane Rotenberg revient avec les Corses sur un événement important qui s'est déroulé la veille. En effet, Paul et Louis ont payé l'hôtel pour dormir, et comme le précise la règle de l'émission, depuis Moscou cet argent ne doit leur servir qu'à se nourrir. Les Corses reçoivent alors pour pénalité une interdiction à participer à l'épreuve d'immunité.
L'arrivée au drapeau se poursuit. Nancy et Nicolas arrivent troisièmes, suivis par Carolina et Stéphane. Fathi et Médi arrivent aux côtés d'Ernest et Odile et enfin Nina et Daisi.

#### Épreuve d'immunité
Cette épreuve d'immunité aura lieu au sanatorium de Petuchovo. Stéphane Rotenberg leur annonce que l'équipe qui remportera l'épreuve sera tout d'abord immunisée, mais recevra également un extra. Cet extra leur permettra d'être avantagés, et de pouvoir avantager deux autres équipes. Pour cette épreuve, les équipes sont divisées en 2 équipes. D'un côté l'équipe bleue, composée de Patrick et Christophe (qui ont pu choisir leur coéquipiers en arrivant premiers), Carolina et Stéphane et Ernest et Odile. Et de l'autre, l'équipe rouge est composée de Fathi et Médi, Nina et Daisi et Nancy et Nicolas.
L'immunité est composée en 2 manches. Pour cette première manche, les équipes vont devoir marcher sur la poutre correspondant à leur couleur d'équipe et réussir à faire passer toute son équipe de l'autre côté, sur le principe d'un relais. Mais si 2 membres d'une équipe se rencontrent en milieu de chemin, ils devront pousser le concurrent adverse. Ils tomberont dans une piscine avec une eau noirâtre. L'équipe rouge arrive à faire passer 5 membres (Médi, Fathi, Nicolas, Nancy et Daisi). L'équipe bleue réussit en premier à qualifier ses 6 joueurs.
La deuxième manche propose aux 3 équipes encore en course de retrouver le plus rapidement possible une voiture rouge dans cette piscine d'eau noirâtre. Elle symbolisera la victoire de celui qui la retrouve. Odile la retrouve, elle fait gagner l'immunité à son équipe.

#### Partie 2
Les candidats reprennent le stop. Ils ont encore environ 500 kilomètres à parcourir pour se rendre à Omsk. Comme promis avant l'épreuve d'immunité, Ernest et Odile ont reçu un extra. En effet, ils ont devant eux 3 voitures. L'une d'entre elles fera 60 kilomètres avec l'équipe qui la possédera, la deuxième fera 40 kilomètres et la troisième avance l'équipe de 20 kilomètres. Ernest et Odile font le choix de ne pas profiter de l'extra, mais de réserver ces voitures pour 3 autres binômes. Ainsi, Patrick et Christophe profitent de la voiture bleue, et avanceront de 60 kilomètres sur la route. Carolina et Stéphane, eux, auront la voiture de 40 kilomètres et enfin, Ernest et Odile offrent la voiture de 20 kilomètres à Paul et Louis.
Les équipes repartent toujours selon leur ordre d'arrivée au drapeau (voir détail en Partie 1). Elles sont attendues par Stéphane Rotenberg devant le Centre culturel de Sibérie à Omsk. Nina et Daisi remportent l'étape et l'amulette de 3000 €. Fathi et Médi arrivent en dernière position, mais par chance, cette étape est non-éliminatoire. Les amis auront donc un handicap lors de la cinquième étape de l'aventure.

### Étape 5 (Omsk → Krasnoïarsk)

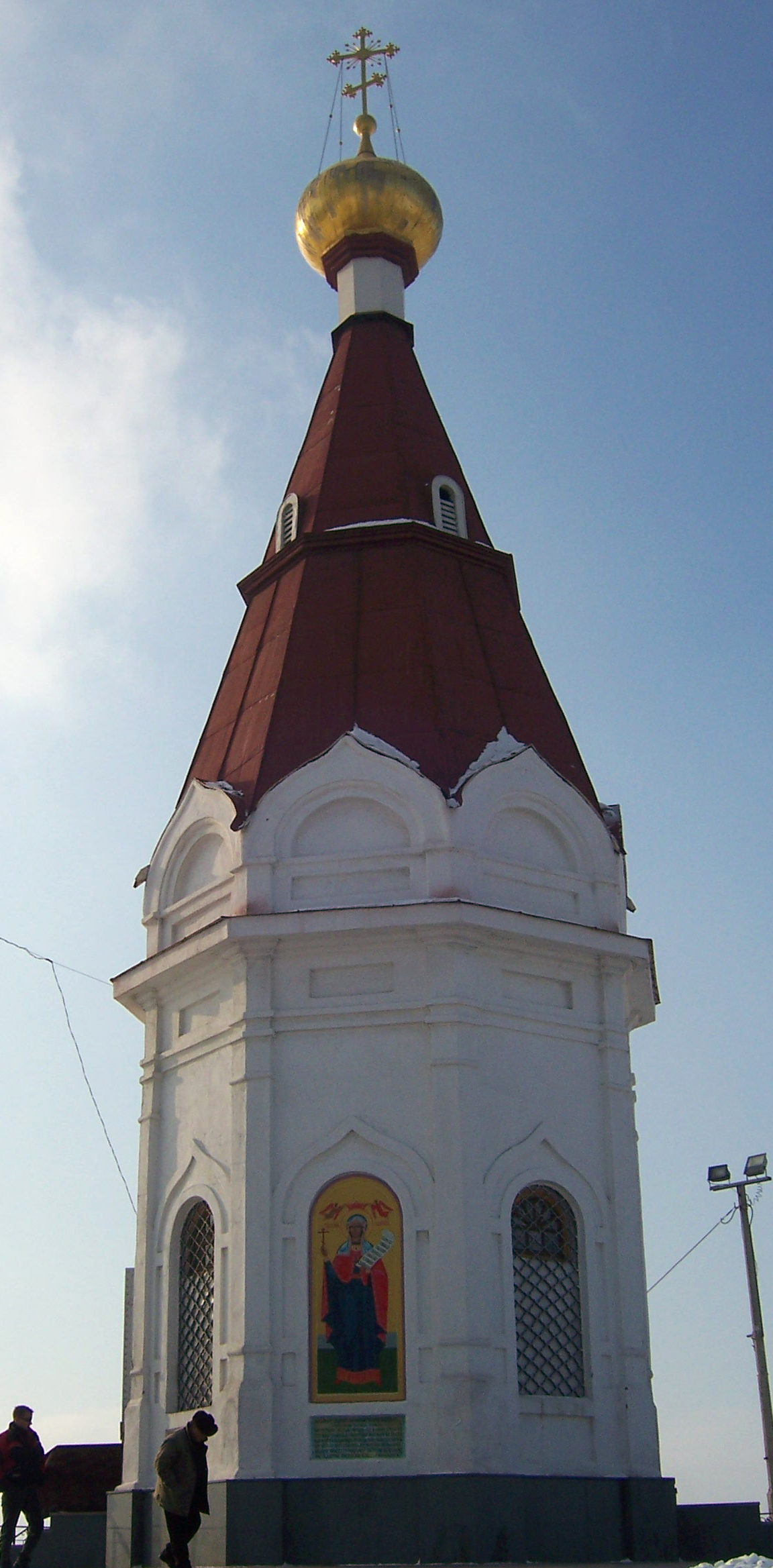
Ligne d'arrivée de cette cinquième étape: La Chapelle de Paraskeva, à Krasnoïarsk

- De la Gare de Omsk à la Gare de Barnaoul (Bonus)
- De la Gare de Barnaoul à l'aéroport de Gorno-Altaïsk (Épreuve d'immunité)
- De l'aéroport de Gorno-Altaïsk à la Chapelle de Paraskeva, Krasnoïarsk (Classement)

#### Partie 1
Les équipes encore en course vont profiter d'un bonus exceptionnel. Elles vont voyager pendant une journée et demie à bord du transsibérien. Cependant, le vrai bonus revient aux équipes voyageant en première classe. Nina et Daisi, gagnantes de la précédente étape, voyagent en première classe. Elles choisissent pour les accompagner Paul et Louis et Ernest et Odile. Les 4 autres équipes (Fathi et Médi, Nancy et Nicolas, Carolina et Stéphane et Patrick et Christophe), voyagent en troisième classe.
Toutes les équipes sont conduites jusqu'à la gare de Barnaoul. Elles retrouvent Stéphane Rotenberg qui informe les équipes des règles de l'étape. Elles ont toutes rendez-vous à l'aéroport de Gorno-Altaïsk. Les deux premières équipes arrivées participeront à l'épreuve d'immunité. Toutes les autres inaugureront la règle des équipes mixées. Pour Fathi et Médi, cette étape est un peu plus compliquée, en effet, derniers d'une étape précédente (Étape 4), ils reçoivent un handicap. Fathi et Médi reçoivent ainsi un vélo avec lequel ils devront faire toute la route.
Fathi et Médi sont les premiers arrivés à l'aéroport de Gorno-Altaïsk, ils sont certains de participer à l'épreuve d'immunité. En revanche, Patrick et Christophe et Carolina et Stéphane arrivent ensemble sur place. Ils décident tous les quatre de tirer à la courte-paille pour savoir quelle équipe se placera en deuxième position et aura la chance de pouvoir jouer l'immunité, et qui sera troisième, et ainsi mixé. Carolina choisit, et manque de chance, elle tire la paille la plus courte. Patrick et Christophe sont donc qualifiés pour l'épreuve.

#### Épreuve d'immunité
Cette épreuve d'immunité se joue à Elanda. Les deux équipes qualifiées s'envolent alors en hélicoptère pour rejoindre le site où se jouera l'épreuve. Elles arrivent devant le fleuve Katoun. Les équipes vont devoir faire une course de rafting. Une fois arrivées sur la rive, les deux équipes doivent trouver chacune 28 pièces qui composeront leur poupée russe. La première équipe qui finit l'emboîtage de sa poupée, remporte l'épreuve d'immunité. Fathi et Médi sont les premiers à arriver sur le sable. Mais c'est finalement Patrick et Christophe qui remportent l'immunité. Les deux équipes auront tout de même la chance de ne pas être mixées.

#### Partie 2
Les candidats découvrent à l'aéroport de Gorno-Altaïsk avec quel candidat elles vont devoir faire la deuxième partie d'étape. Les nouvelles équipes sont les suivantes (le premier étant pousseur, l'autre ralentisseur): Ernest et Carolina / Stéphane et Daisi / Nina et Odile / Nicolas et Paul / Louis et Nancy. Les équipes sont attendues par Stéphane Rotenberg devant la chapelle de Paraskeva à Krasnoïarsk.
Fathi et Médi, malgré leur handicap, remportent cette cinquième étape et l'amulette de 3000€. En arrivant sur la ligne d'arrivée en dernier pousseur, Ernest fait perdre son équipe et entraîne sa compagne dans sa chute. Odile et Ernest sont éliminés.

### Étape 6 (Stolby → Irkoutsk)

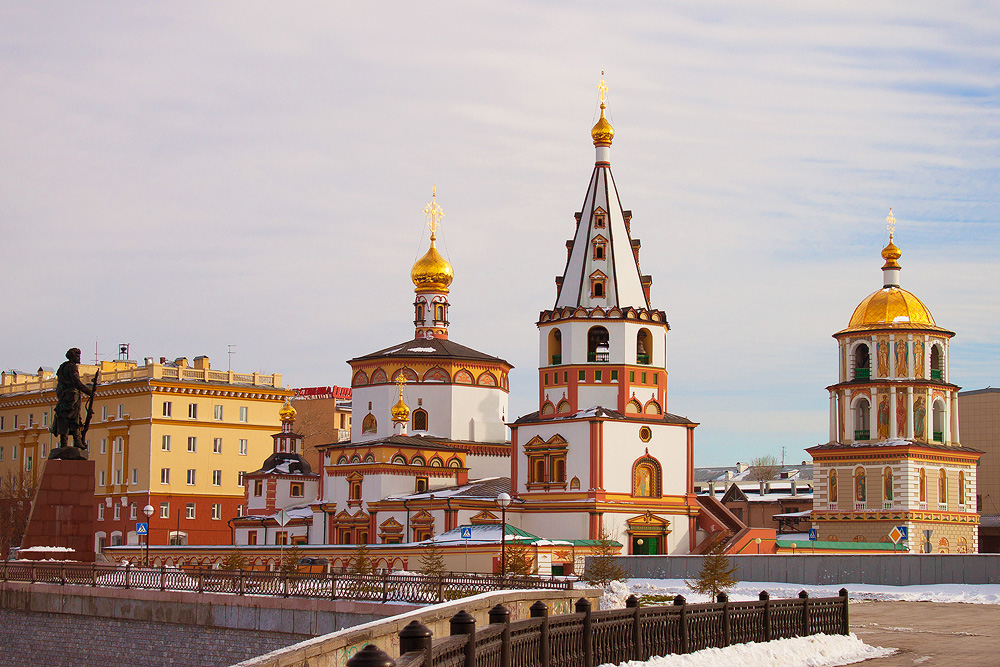
Ligne d'arrivée de cette sixième étape: Cathédrale de l'Épiphanie d'Irkoutsk

- De la Réserve naturelle de Stolby au passage à niveau de Tcheremkhovo (Épreuve d'immunité)
- De la ville de Tcheremkhovo à la Cathédrale de l'Épiphanie d'Irkoutsk (Classement)

#### Partie 2
Les équipes ont été transférées dans la Réserve naturelle de Stolby pour débuter la sixième étape de l'aventure. Elles vont devoir parcourir à pieds les 2,5 kilomètres qui les séparent de la première route pour pouvoir débuter l'auto-stop. Elles ont toutes rendez-vous devant le passage à niveau de la ville de Tcheremkhovo. La première équipe arrivée est celle de Fathi et Médi qui sont suivis par Carolina et Stéphane, qui décrochent eux aussi leur place pour l'épreuve d'immunité. Les autres équipes arrivent une à une au drapeau (dans l'ordre): Nina et Daisi, Paul et Louis, Nancy et Nicolas, Patrick et Christophe. Après l'épreuve d'immunité, les équipes repartiront en fonction de leur ordre d'arrivée au drapeau avec 10 minutes d'intervalle.

#### Épreuve d'immunité
Cette épreuve d'immunité se joue dans la mine à ciel ouvert de Tcheremkhovo. Fathi et Médi et Carolina et Stéphane vont devoir ramener une caisse en haut d'un tas de charbon. Une fois la caisse au sommet, les équipes doivent l'ouvrir à la masse et redescendre avec en mains le matériel nécessaire à la fabrication d'un feu. Une fois le feu réalisé, ils devront faire rougir un morceau de charbon qu'ils devront emmener au bout d'un chemin semé d'embûches pour faire allumer une mèche qui déclenchera un feu d'artifice dans le ciel de Sibérie. Fathi et Médi sont les premiers à y parvenir, ils remportent ainsi l'épreuve d'immunité.

#### Partie 2
Pour la reprise de la course, Stéphane Rotenberg met en jeu le drapeau rouge dans une vente aux enchères. Carolina et Stéphane l'achètent 2000 roubles. Ils pourront stopper toutes les équipes de leur choix pendant 30 minutes. Avant le départ, ils peuvent choisir une première équipe qui prendra la course 30 minutes après les autres. Ils choisissent Nina et Daisi.
Au milieu du chemin, les équipes doivent prendre un ferry au port de Balagansk. Premiers sur place, Fathi et Médi, immunisés, montent sans problème. La règle du drapeau rouge indique qu'une fois montées dans le ferry, les équipes ne pourront plus se faire arrêter tant qu'elles n'auront pas rejoint l'autre rive. Carolina et Stéphane arrivent en deuxième position. Ils décident de laisser passer Paul et Louis. Mais pour Nancy et Nicolas, c'est une autre affaire. Après une partie de cache-cache, Carolina et Stéphane décident d'arrêter le couple Nancy et Nicolas pendant 30 minutes. Une dispute entre les deux binômes éclate alors. Nicolas étant déjà sur le pont, Carolina a agité le drapeau uniquement devant Nancy qui n'a pas eu le temps de poser les pieds sur le ferry. Le couple Nancy et Nicolas par rébellion décide de monter à bord du ferry, et ne respecte pas la règle du drapeau rouge.
Après cette altercation, Patrick et Christophe passent sans encombre sur le ferry. Une seule équipe n'a pas réussi à se rendre jusqu'au ferry. Nina et Daisi devront attendre le lendemain matin pour pouvoir traverser le fleuve.
Le classement de cette sixième étape est donné dans le stade de football d'Irkoutsk. La première équipe arrivée et qui remporte l'amulette de 3000€ est celle de Carolina et Stéphane. Nina et Daisi en revanche sont arrivées en dernière position. Mais Nancy et Nicolas n'ont pas respecté la règle du drapeau rouge. Stéphane Rotenberg leur annonce qu'ils sont rétrogradés à la dernière place. Nina et Daisi sont ainsi sauvées de l'élimination et Nancy et Nicolas sont éliminés. Ils remettent leur amulette remportée lors de la deuxième étape à Kazan, aux Corses, Paul et Louis.

### Étape 7 (Listvianka → Oulan-Oude)

Ligne d'arrivée de cette septième étape : statue de Lénine à Oulan-Oudé

- Du port de Listvianka au Port de Sakhyurta (épreuve d'immunité)
- Du port de Sakhyurta à la statue de Lénine, Oulan-Oudé (classement)

#### Partie 1
Les équipes ont été transférées à Listvianka. Elles doivent se rendre au port de Sakhyurta le plus rapidement possible. Les deux premières équipes à rejoindre Stéphane Rotenberg participeront à l'épreuve d'immunité qui aura lieu sur le Lac Baïkal. De plus, elles auront l'avantage d'être déposées le lendemain matin au port de Tourka. Les autres équipes, quant à elles, devront contourner le Lac Baïkal. Cela représente un détour d'environ 500 kilomètres. Fathi et Médi sont les premiers à se présenter au port. Ils sont ainsi qualifiés pour l'épreuve d'immunité. Ils sont suivis par Paul et Louis, eux aussi qualifiés.
Arrivés trop tard, Carolina et Stéphane accompagnés de Patrick et Christophe doivent repartir en direction de l'arrivée finale de l'étape. Pour Nina et Daisi qui arrivent dernières au drapeau, la déception est grande. Elles remettent en doute leur participation au programme et leur envie d'aller plus loin dans la course.

#### Épreuve d'immunité
Pour Fathi et Médi et Paul et Louis, c'est l'heure de prendre l'embarcation qui les fera traverser le Lac Baïkal. Ils sont arrêtés pour passer la nuit sur l'île d'Olkhon. Le lendemain, les concurrents sont emmenés en barque sur leur embarcation. Ils vont devoir en une minute mémoriser les 10 drapeaux affichés en face d'eux. Ils devront ensuite remonter une corde de 200 mètres de long sur laquelle 20 drapeaux sont attachés. Ils devront décrocher les bons drapeaux et les remettre dans l'ordre. Fathi et Médi sont les premiers à réussir la mission, ils sont donc immunisés. Les deux équipes sont alors déposées au port de Tourka, où elles peuvent reprendre l'auto-stop.

#### Partie 2
Toutes les équipes sont de nouveau sur la route. Leur objectif: rejoindre le plus rapidement Stéphane Rotenberg devant la statue de Lénine à Oulan-Oudé. Paul et Louis sont les premiers à l'arrivée et remportent une amulette de 3000€. Nina et Daisi, elles, souhaitent abandonner la course. Stéphane Rotenberg enregistre leur abandon. Elles remettent leur amulette à Fathi et Médi.

### Étape 8 (Sükhbaatar → Oulan-Bator)

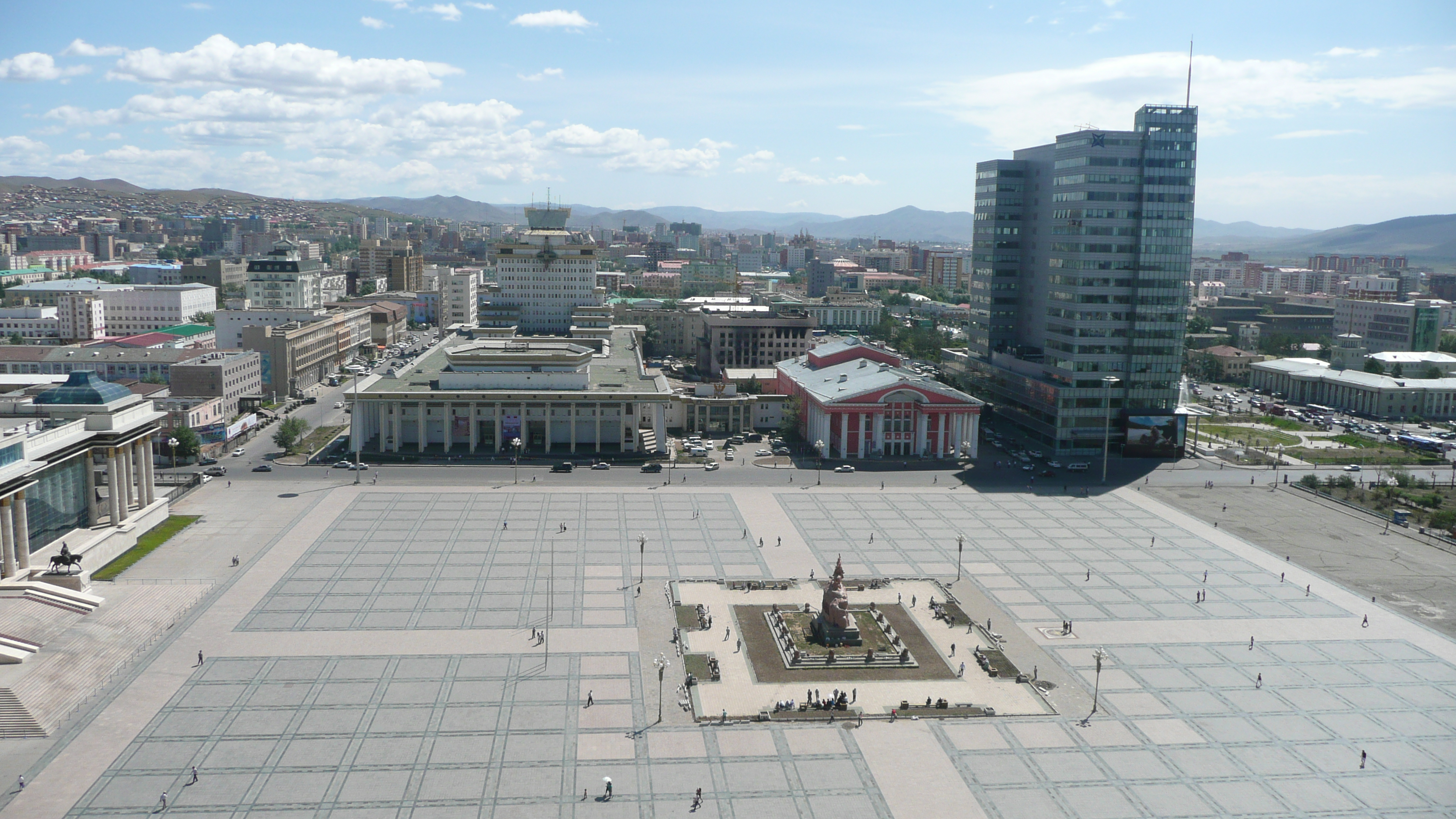
Ligne d'arrivée de cette huitième étape: La ville d'Oulan-Bator

- D'une plaine de Sükhbaatar au monastère d'Amarbayasgalant (Epreuve d'immunité)
- Du campement de Khongor à la yourte d'Oulan-Bator (Classement)

#### Partie 1
Les équipes vont découvrir pour cette huitième étape la Mongolie. Chaque binôme est divisé en deux. D'un côté, on retrouve Mehdi, Louis, Carolina et Patrick qui sont transférés au campement de Khongor avec une mission à accomplir. De l'autre, on retrouve Fathi, Paul, Stéphane et Christophe qui devront rejoindre en stop le monastère d'Amarbayasgalant. Ils participeront tous à l'épreuve d'immunité. Une fois arrivés sur place, les quatre candidats vont pouvoir avoir une visite guidée de ce monastère. Ils devront bien retenir toutes les informations, puisque Stéphane Rotenberg pour l'épreuve d'immunité leur posera des questions en lien avec la visite.
Du côté de la mission, les quatre candidats vont devoir tirer à l'arc. Après un rapide entraînement, les équipes vont pouvoir jouer leur mission. Avec une flèche, ils devront viser la cible. S'ils visent en plein milieu, ils pourront dès le retour de leur coéquipier reprendre la route immédiatement. S'ils touchent la zone blanche, ils attendront 15 minutes avant de repartir, la zone noire leur donnera une pénalité de 30 minutes, la zone jaune, une pénalité de 45 minutes, enfin, s'ils ratent la cible, ils attendront 1 heure.
Médi, touche la zone noire, il devra au retour de Fathi attendre 30 minutes. Patrick ne touche pas la cible. Il attendra une heure au retour de Christophe. C'est au tour de Carolina de tirer à l'arc. À son tour, elle ne touche pas la cible. Elle patientera également une heure au retour de Stéphane. Enfin, Louis ne touche pas la cible et aura la même pénalité que Carolina et Patrick, au retour de Paul.

#### Épreuve d'immunité
Les candidats jouent l'épreuve d'immunité dans le pavillon du gardien du temple. Stéphane Rotenberg va à tour de rôle poser des questions aux candidats. Pendant qu'il posera les questions, les candidats devront observer un garde situé devant eux, qu'ils devront mémoriser. Stéphane commence les questions. Avec deux erreurs contre 0 pour les autres candidats, Fathi est éliminé de l'immunité. Il ne participera pas à la manche 2.
Cette deuxième manche concerne des questions sur le garde qu'ils ont dû mémoriser. Une mauvaise réponse est éliminatoire. En répondant mal à sa deuxième question, Stéphane est éliminé de l'épreuve. À son tour, Christophe se trompe sur sa deuxième question, il est éliminé. Paul remporte ainsi l'épreuve d'immunité.

#### Partie 2
Les équipes se retrouvent au campement de Khongor. Christophe est le premier à retrouver son père. Cependant, ils doivent attendre une heure avant de repartir. Fathi retrouve à son tour Médi. Ils doivent attendre 30 minutes sur place, et repartiront alors avant les autres équipes. Derrière lui, Paul retrouve Louis, qui lui annonce que l'épreuve d'immunité est pour eux. Malgré leur pénalité d'une heure, aucune pression pour ce binôme qui ne pourra pas être éliminé. Et enfin, Stéphane arrive à son tour et retrouve Carolina
Au fur et à mesure, les équipes reprennent le stop en direction d'Oulan-Bator. Patrick et Christophe sont les premiers à retrouver Stéphane Rotenberg. Ils remportent ainsi l'amulette. Carolina et Stéphane arrivent quatrièmes, et sont derniers. En revanche, l'étape est non-éliminatoire. Ils participeront donc à la neuvième étape avec un handicap.

## Audiences
| Horaire de diffusion               | Audience de lancement  | Audience de lancement | Audience de la finale  | Audience de la finale | Audience moyenne       | Audience moyenne |
| Horaire de diffusion               | Nb. de téléspectateurs | Parts de marché       | Nb. de téléspectateurs | Parts de marché       | Nb. de téléspectateurs | Parts de marché  |
| ---------------------------------- | ---------------------- | --------------------- | ---------------------- | --------------------- | ---------------------- | ---------------- |
| dimanche à 18h30 et samedi à 20h50 | 3 200 000              | 18,4 %                | 2 917 120              | 16 %                  | 3 100 000              | 16 %             |